# Сент Хелена (Северна Каролина)
Сент Хелена (енгл. St. Helena) град је у америчкој савезној држави Северна Каролина.

## Демографија
По попису из 2010. године број становника је 389, што је 6 (-1,5%) становника мање него 2000. године.
| Група             | 2000.       | 2010.       |
| Белци             | 272 (68,9%) | 285 (73,3%) |
| Афроамериканци    | 118 (29,9%) | 83 (21,3%)  |
| Азијати           | 0 (0,0%)    | 0 (0,0%)    |
| Хиспаноамериканци | 3 (0,8%)    | 16 (4,1%)   |
| Укупно            | 395         | 389         |